# Selkäsaaret (ö i Finland, Päijänne-Tavastland, Lahtis, lat 61,65, long 25,82)
Selkäsaaret är en ö i Finland. Den ligger i sjön Hirvijärvi och i kommunen Sysmä i den ekonomiska regionen  Lahtis ekonomiska region  och landskapet Päijänne-Tavastland, i den södra delen av landet, 170 km norr om huvudstaden Helsingfors. Öns area är 2,2 hektar och dess största längd är 350 meter i sydöst-nordvästlig riktning.  Notera att namnet antyder att det är fråga om flera öar.